# طاش 8 (مسلسل)
طاش ما طاش 8، مسلسل كوميدي سعودي من إنتاج التلفزيون السعودي والعرض الأول كان في (28 نوفمبر 2000).

## فريق الممثلين
من بطولة الممثلون:
- عبد الله السدحان
- ناصر القصبي

تأليف عبد الله السدحان وناصر القصبي وإخراج عبد الخالق الغانم.

## وصلات خارجية
- صفحة المسلسل على موقع السينما